# ヴェルメンティーノ
ヴェルメンティーノ (Vermentino) は果皮の色の薄いワイン用ブドウ品種であり、おもにイタリアワインでみられる。サルデーニャ島およびリグーリア州で広汎に栽培されており、ピガート (Pigato) の名はおもにリグーリアとコルシカ島の一部で用いられているほか、ピエモンテ州ではファヴォリタ (Favorita) の名称で知られ、ラングドック＝ルシヨンでも生産が増加している。葉は深緑色の五角形である。果実は琥珀のような黄色で錐状の果房を成す。このブドウの樹は、より強い反射光の恩恵を受けることができる海に面した傾斜地でよく栽培されている。ブドウ国際品種目録 (VIVC) では現在、この品種の原産地はイタリアとされている。
ヴェルメンティーノで作られるワインでもっとも有名なものは、おそらくサルデーニャ島北部のオルビア＝テンピオ県で生産されているDOCG ヴェルメンティーノ・ディ・ガッルーラ (Vermentino di Gallura) とヴェルメンティーノ・ディ・ガッルーラ・スペリオーレ (Vermentino di Gallura Speriore) だろう。ガッルーラのこの地区では、ヴェルメンティーノは14世紀からしばしばアラテラウ (Arratelau) の名で栽培されてきたという。同島の他地域では、このブドウは甘口やスパークリングなど、さまざまな種類のワインに使用されている。

## 発祥
ヴェルメンティーノの発祥については諸説あり、ようやく近年になってからDNA型鑑定によってそれまでの仮説を覆しヴェルメンティーノがリグーリア州のピガート (Pigato) およびピエモンテ州のファヴォリタ (Favorita) と同一種であることが確認された。プロヴァンス地方東部、ニース周辺の品種であるロッロ (Rollo) とも同一種であるかは明らかになっていない。同地域ではこの品種とヴェルメンティーノは両方ともロール (Rolle) という別名で通っている。

## 生産地域およびワイン

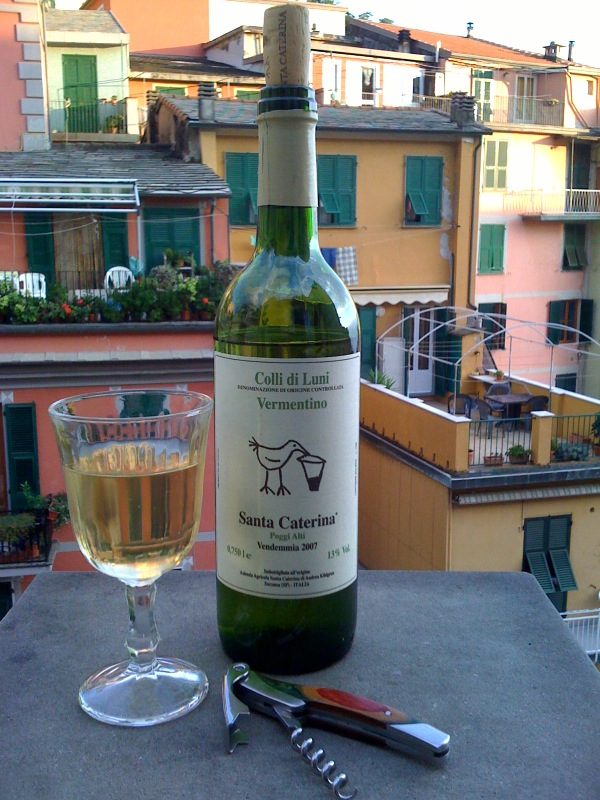
コッリ・ディ・ルーニDOCのヴェルメンティーノのワイン

イタリアのD.O.C.認定ワインとなっているものは以下の通りである：
- ヴェルメンティーノ・ディ・サルデーニャ (Vermentino di Sardegna) ：サルデーニャ自治州サッサリ県、ヌーオロ県、カリャリ県、オリスターノ県
- リヴィエラ・リーグレ・ディ・ポネンテ・ヴェルメンティーノ (Riviera Ligure di Ponente Vermentino) ：リグーリア州インペリア県、サヴォーナ県
- コッリ・ディ・ルーニ・ヴェルメンティーノ (Colli di Luni Vermentino) ：リグーリア州ラ・スペツィア県および隣接するトスカーナ州マッサ＝カッラーラ県
- カンディア・デイ・コッリ・アプアーニ (Candia dei Colli Apuani) ：トスカーナ州マッサ＝カッラーラ県
- ボルゲリ・ヴェルメンティーノ (Bolgheri Vermentino) ：トスカーナ州リヴォルノ県
- コッリ・デル・リンバラIGT (Colli del Limbara IGT) ：サルデーニャ自治州。レタリアード・ビアンコ（英語版）種とのブレンド

フランスのAOCワインとなっているものは以下の通りである：
- パトリモニオ (Patrimonio) ：コルシカ島北部のサン＝フロラン湾に位置し、島内で初のAOCを獲得した (1968年) 。白ワインはヴェルメンティーノ100%である。
- コート・デュ・ルシヨン (Côtes du Roussillon) など、ラングドック＝ルシヨンにおいては、近年ヴェルメンティーノの使用が許可されたAOCワインが数多くある[1]。
- ベレ (Bellet) ：プロヴァンスのニース近辺では白ワインにこのブドウが使用される。

このブドウはスペインでもアンダルシア州のウエルバ県、グラナダ県、アルメリア県で少量ながら栽培されている。 
アメリカ合衆国では、カリフォルニア州、バージニア州、ノースカロライナ州での栽培がみられる：
- カリフォルニア州においてヴェルメンティーノを栽培・醸造しているのは、アデレーダ・ディストリクトAVA (Adelaida District AVA) のタブラス・クリーク・ヴィンヤード[8]およびサンタイネス・バレーAVA (Santa Ynez Valley AVA) のブリック・バーン・ワイン・エステート [9]、 ロス・カーネロスAVA (Los Carneros AVA) のマホニー・ヴィンヤード[10]などである。
- ノースカロライナ州で栽培・醸造しているのは、スワン・クリークAVA (Swan Creek AVA)のラッファルディーニ・ヴィンヤード[11]などである。

オーストラリアでは、ヴェルメンティーノはヨーロッパの産地と同じく海岸に面した南オーストラリア州のマクラーレン・ヴァレーや、イタリア系農場主がタバコに代わる産業として1970年代からブドウ栽培を始めたビクトリア州のキング・ヴァレーで生産が盛んである。

## 別名および他品種との混同
ヴェルメンティーノは以下の別名でも知られている：
アゴステンガ (Agostenga) 、アゴステンガ・ブラン (Agostenga blanc) 、ブルスティアーノ (Brustiano) 、ブルスティアーノ・ディ・コルシカ (Brustiano di Corsica) 、カルブ (Carbes) 、カルベッソ (Carbesso) 、ファヴォリタ (Favorita) 、ファヴォリタ・ビアンカ (Favorita bianca) 、ファヴォリタ・ビアンカ・ディ・コネリアーノ (Favorita Bianca di Conegliano) 、ファヴォリタ・ダルバ (Favorita d'Alba) 、ファヴォリタ・ディ・アルバ (Favorita di Alba) 、ファヴォリタ・ディ・コネリアーノ (Favorita di Conegliano) 、フォルメンティーノ (Formentino) 、フォルマンタン (Fourmentin) 、ガルベッソ (Garbesso) 、グロス・クラレット (Grosse Clarette) 、マルヴァジア・ア・ボニファシオ (Malvasia a Bonifacio) 、マルヴァジア・グロッサ (Malvasia Grossa) 、マルヴァジエ (Malvasie) 、マルヴォワジー (Malvoisie) 、マルヴォワジー・ア・グロ・グラン (Malvoisie à Gros Grains) 、マルヴォワジー・コルス (Malvoisie Corse) 、マルヴォワジー・ド・コルス (Malvoisie de Corse) 、マルヴォワジー・プレコス・デスパーニュ (Malvoisie Précoce d'Espagne) 、ピッカボン (Piccabon) 、ピガ (Piga) 、ピガート (Pigato) 、ロール (Rolle) 、ロッセーゼ (Rossese) 、シビルコウスキ (Sibirkovski) 、ウヴァ・サパイオラ (Uva Sapaiola) 、ウヴァ・ヴェルメンティーノ (Uva Vermentino) 、ヴァランタン (Valentin) 、ヴァルレンティン (Varlentin) 、ヴァレザーナ・ビアンカ (Varresana bianca) 、ヴェネンティノ (Vennentino) 、ヴェルランタン (Verlantin) 、ヴェルメンティーニ (Vermentini) 、ヴェルメンティーノ・ビアンコ (Vermentino bianco) 、ヴェルメンティーノ・ピガート (Vermentino Pigato) 、ヴェルマンチヌ (Vermentinu)
ヴェルメンティーノと共通の別名をいくつか有するものの、コルシカのワイン用品種ブルスティアーノ・ビアンコはヴェルメンティーノとの類縁関係が認められていない。トスカーナ州のブドウ品種ヴェルメンティーノ・ネロは、果皮色変異体である可能性があるものの、厳密な類縁関係は未確認である。